# Semana Santa de 1987
Se conoce como «Semana Santa de 1987» a una sublevación de miembros del Ejército Argentino bajo la conducción del teniente coronel Aldo Rico, durante la presidencia de Raúl Alfonsín. Fue el primero de un total de cuatro levantamientos «carapintadas», como se los conoció.  Los sublevados exigían una amnistía que impidiera el enjuiciamiento de aquellos que habían cometido crímenes de lesa humanidad durante el régimen de terrorismo de Estado que había gobernado el país entre 1976 y 1983. Durante los cuatro días que duró la crisis, las Fuerzas Armadas mostraron que no estaban dispuestas a obedecer órdenes del gobierno constitucional para reprimir a los militares sublevados. En contraposición, millones de personas salieron a la calle en las ciudades argentinas, decididas a enfrentar el levantamiento y defender la democracia, mientras que todos los partidos políticos -y muy especialmente el peronismo y el radicalismo-, así como sectores sindicales, empresariales y estudiantiles, se movilizaron unitariamente para apoyar el gobierno democrático encabezado por el presidente Alfonsín. El levantamiento finalizó el domingo de Pascuas, sin derramamiento de sangre, cuando los sublevados depusieron sus armas, luego de recibir garantías de que el gobierno presentaría una Ley de Obediencia Debida cerrando los juicios -lo hizo dos semanas después-, de que el jefe del Ejército sería removido y reemplazado por otro más cercano a los sublevados, y que el levantamiento sería tipificado con la figura atenuada de «motín». La crisis finalizó con un discurso considerado histórico de Alfonsín ante la multitud reunida en la Plaza de Mayo, en el que dijo: «¡Felices Pascuas (…) la casa está en orden y no hay sangre en la Argentina!». Otros dos levantamientos carapintadas se realizaron en enero y en diciembre de 1988 y el último se realizó en 1990.    

## Antecedentes
En 1912 fue sancionada la ley de sufragio secreto y obligatorio para varones que permitió que en 1916 llegara al poder el primer gobierno democrático de la historia argentina, con la elección de Hipólito Yrigoyen, que inició el período conocido como «primeras presidencias radicales». El período fue interrumpido por el golpe de Estado cívico-militar de 1930 que derrocó a Yrigoyen y estableció en el poder a una dictadura. Fue el primero de una serie de golpes de Estado, e intentos de golpes de Estado, que se extendieron durante casi todo el siglo XX, interrumpiendo todas las experiencias democráticas encabezadas por radicales (1930, 1962 y 1966) y peronistas (1955 y 1976). Los golpes de Estado fueron apoyados e incluso organizados y financiados por gobiernos extranjeros, principalmente Estados Unidos, en aplicación de la Doctrina de la Seguridad Nacional durante la Guerra Fría.
La última dictadura tomó el poder mediante el golpe de Estado del 24 de marzo de 1976, autodenominándose «Proceso de Reorganización Nacional». Ejecutó un plan sistemático de terrorismo de Estado, a partir de una red de grupos de tareas y centros clandestinos de tortura y exterminio que tuvo como resultado miles de personas desaparecidas, asesinadas, violadas, torturadas, secuestradas y exiliadas, así como cientos de bebés sustraídos y privados de su identidad. En 1982 «el Proceso» colapsó como consecuencia de la derrota argentina en la Guerra de Malvinas y no pudo evitar convocar a elecciones libres en 1983. Pese a ello, el poder militar y sus apoyos civiles nacionales e internacionales continuaban intactos, al igual que el Plan Cóndor que coordinaba internacionalmente la represión ilegal, la Guerra Fría y la Doctrina de la Seguridad Nacional de Estados Unidos. Hasta 1985 todos los países fronterizos con Argentina estuvieron gobernados por dictaduras cívico-militares (Bolivia, Brasil, Chile, Paraguay y Uruguay).
En esas condiciones, Raúl Alfonsín de la Unión Cívica Radical ganó las elecciones de 1983 y puso de inmediato en marcha una política de derechos humanos inédita internacionalmente, que anuló la ley de autoamnistía sancionada por la dictadura antes de irse, investigó detalladamente los crímenes de lesa humanidad cometidos y ordenó promover el juicio a los máximos jerarcas de la dictadura, en lo que se ha conocido como Juicio a las Juntas. A los fines de la investigación, Alfonsín creó la Conadep que recopiló miles de testimonios directos de crímenes de lesa humanidad y los publicó en un informe que lleva el título de Nunca más, que impacto fuertemente en la sensibilidad pública. En 1985 se realizó el Juicio a las Juntas, que concluyó con la condena de cinco de los nueve dictadores acusados; dos de ellos a cadena perpetua. La sentencia adoptó la doctrina jurídica penal que equipara la autoría mediata a la inmediata, ordenando enjuiciar a todos los autores mediatos e inmediatos de los delitos probados en juicio (punto 30 del fallo). 
Factores de poder militar y civil, nacionales e internacionales, comenzaron a presionar de manera creciente a las autoridades democráticas para evitar los juicios, obtener la impunidad y neutralizar la adhesión de la opinión pública a la causa de los derechos humanos. El plan inicial de Alfonsín era abrir la instancia judicial solo para enjuiciar a las tres primeras juntas militares, sosteniendo una «teoría de los tres niveles de responsabilidad»: «los que habían dado las órdenes, los que la habían cumplido en un clima de horror y coerción, los que se habían excedido en el cumplimiento».. Pero la sentencia en el Juicio a las Juntas dio por tierra con ese plan y consagró el principio de que eran igualmente responsables los autores mediatos e inmediatos. Cientos de militares, policías y otras personas que cometieron crímenes de lesa humanidad fueron enjuiciados en 1985 y 1986.
Alfonsín entonces elaboró a fines de 1986 un proyecto de Ley de Punto Final que impuso un brevísimo plazo de sesenta días de caducidad de las acciones penales. La ley de Punto Final generó una fuerte oposición popular, liderada por las Madres de Plaza de Mayo y las Abuelas de Plaza de Mayo, con manifestaciones callejeras de decenas de miles de personas. Por otra parte el efecto de la ley fue el opuesto al esperado, debido a que se presentaron cientos de denuncias, obligando a los jueces y fiscales a realizar las citaciones y acusaciones en el brevísimo plazo establecido. Más de 3600 personas, mayoritariamente militares, estaban involucrados en causas por crímenes de lesa humanidad.
Así se llegó a 1987. En los primeros meses se produjeron varios hechos que mostraban un nerviosismo creciente en las Fuerzas Armadas. En febrero, el procesamiento del capitán Enrique Pedro Mones Ruiz generó un manifiesto público firmado por oficiales intermedios cuestionando los juicios por crímenes de lesa humanidad por afectar el honor y la dignidad de las Fuerzas Armadas. También en febrero de 1987 varios marinos procesados fueron recibidos como héroes en la poderosa base de la Marina en Puerto Belgrano, por la tropa y las máximas autoridades.

## Desarrollo

### Preparativos
El presidente Raúl Alfonsín estaba al tanto de que en las filas militares existían movimientos preparatorios de un levantamiento. En febrero de 1987 se realizó una cena entre militares, entre los que estaban los tenientes coronel Aldo Rico, Luis Polo, Enrique Venturino y Ángel León, en la que los oficiales juraron sublevarse cuando fuera citado a prestar declaración alguno de sus subordinados: «Si llaman a declarar a uno de los nuestros, nos plantamos todos», fue el compromiso. Rico era un «héroe de Malvinas», jefe de comandos, que no estaba involucrado en causas por violaciones de derechos humanos durante la dictadura y que había sido recientemente sancionado por escribir una carta reclamando una amnistía.
José Luis Vila, jefe del servicio de inteligencia paralela de Alfonsín, organizado por Enrique "Coti" Nosiglia, cuenta que ellos sabían que la habitación del Hospital Militar Central donde estaba el general Ramón Camps, ya condenado a cadena perpetua, se había convertido en una especie de oficina donde se recibían a los militares acusados por delitos de lesa humanidad, se le entregaba a cada uno 50 mil dólares y se le indicaba que si era citado por la justicia no se presentara a la citación y buscara refugio en algún regimiento.
Simultáneamente el 20 de febrero se realizó una reunión en la Quinta de Olivos para elaborar una estrategia para responder a una sublevación militar. El plan A consistía en destituir de inmediato al jefe militar que tenía el mando sobre los insurrectos y como Plan B se estableció cercar a los rebeldes con tropas leales, cortar los servicios de energía, gas, agua y víveres, desplegar una campaña de desprestigio en los medios de comunicación contra los amotinados y finalmente, atacarlos. La inminencia de un levantamiento militar llevó a Alfonsín a ordenar la confección de un proyecto que diera fuerza de ley a la teoría de los tres niveles de responsabilidad. El proyecto ya había sido elaborado por Horacio Jaunarena dos años antes (antes de ser ministro de Defensa) pero Alfonsín había ordenado su archivo cuando el diario Clarín reveló el proyecto y lo publicó en tapa.
La revista Cabildo, muy cercana a las posturas militares, en su número de marzo relataba la situación en estos términos: 

En el mundo castrense crece la idea de que o se salvan todos o ninguno. Quizás, por ahora, las aviesas intenciones alfoncínicas del punto final se vean obstaculizadas gracias a un espíritu de cuerpo que comienza a configurarse.

El 23 de marzo Alfonsín dio un importante discurso en la localidad cordobesa de Las Perdices en el que denunciaba la actividad desestabilizadora de «los nazis de siempre», y anunciaba que en breve el gobierno presentaría un proyecto de ley para eximir de responsabilidad a aquellos autores de delitos de lesa humanidad que «debían cumplir órdenes en circunstancias tales que prácticamente constituían una coerción». A comienzos de abril, cuando era inminente su citación judicial, el mayor Ernesto Barreiro viajó de Córdoba a Buenos Aires por recomendación del coronel Polo, para reunirse con el teniente coronel Aldo Rico, para planear la sublevación.

### Miércoles 15 de abril
El miércoles 14 de abril de 1987 el entonces mayor Ernesto Barreiro decidió no presentarse ante la justicia en una causa en la que había sido denunciado como uno de los torturadores del centro clandestino de detención La Perla y buscó refugio en el Regimiento 14 de Infantería Aerotransportada ubicada en la Guarnición de Ejército Córdoba que se sublevó con el fin de evitar que Barreiro sea sometido a juicio penal. Exigía «una solución política a los juicios militares», que se apartara de lo que establecía el Código Penal. Barreiro había sido jefe de torturadores en centro clandestino de La Perla y sería dos décadas después condenado por cientos de asesinatos y torturas, e incluso por el robo de bebés. El año anterior se había descubierto en el interior de dicha guarnición una carga de dinamita colocada para asesinar al presidente Alfonsín, que horas después iba a pasar por ese lugar.
Inicialmente el gobierno evaluó que el incidente iba a ser controlado rápidamente, razón por la cual el presidente Alfonsín decidió trasladarse para pasar la Semana Santa en la estancia La Encarnación de la familia Bigatti, a 20 km de Chascomús, su ciudad natal. Cumpliendo con los planes preestablecidos para un caso similar, el ministro Horacio Jaunarena dispuso la baja de Barreiro y ordenó al general Antonio Fichera, comandante del III Cuerpo de Ejército con jurisdicción en Córdoba, que recuperara el regimiento.
Pero Fichera estaba dentro del regimiento con Barreiro y no tenía intenciones de cumplir la orden del ministro de Defensa. El propio Fichera había cometido gran cantidad de crímenes y estado a cargo de dos centros clandestinos de tortura y exterminio, conocidos como El Sheraton y El Vesubio. Cuando esa tarde, a las 16:30 venció el plazo para que Barreiro se presentara, el juez federal Gustavo Becerra Ferrer encomendó al delegado policial José Elcides Bresso para que concurriera al Regimiento y lo detuviera. Pero al llegar le mostraron que Barreiro tenía el apoyo del Tercer Cuerpo y que no iría por su propia voluntad.
Ejecutando el plan previamente trazado, esa misma noche, un pequeño grupo entre los que se encontraba el teniente coronel Enrique Venturino y el capitán Gustavo Breide Obeid, toman sin resistencia a la sección de inteligencia de Campo de Mayo y desde allí llaman al coronel Aldo Rico, que se encontraba en San Javier (Misiones).

### Jueves 16 de abril
A eso de las 6 de la mañana, Jaunarena lo había llamado a Alfonsín a Chascomús y le comunica que la situación se ha complicado y que es necesario que vuelva de inmediato a Buenos Aires, recomendándole utilizar un camino alternativo. Debido a que llovía, debió viajar en auto directo a la Casa Rosada, y al llegar constituyó un comité de crisis integrado por Carlos Becerra, secretario general de la Presidencia, César Jaroslavsky, jefe de la bancada radical en Diputados, Enrique Nosiglia y Leopoldo Moreau, jefes de la Coordinadora alfonsinista en Capital y la Provincia de Buenos Aires.
Alfonsín ordenó al Ejército movilizar sus fuerzas para forzar la rendición del regimiento cordobés, pero los jefes militares comenzaron a dejar en evidencia que no estaban dispuestos a obedecer las órdenes presidenciales. El jefe del III Cuerpo de Ejército general Antonio Fichera declaró públicamente a la prensa en Córdoba que no utilizaría la fuerza para reducir a los amotinados, acto que en sí mismo constituía una insurrección. Los jefes de la Fuerza Aérea se mostraron reticentes a intervenir argumentando que era un problema interno del Ejército. «No teníamos al principio ninguna unidad militar con nosotros. Estaban los que apoyaban a los amotinados y los que no se pronunciaban», cuenta uno de los miembros radicales del comité de crisis. Por otro lado, debido al descalabro que mostraba el Ejército, Ríos Ereñú presentó la renuncia y se acordó que se haría efectiva cuando terminaran los sucesos.
Mientras tanto, de manera coordinada, el teniente coronel Aldo Rico salió sin permiso del cuartel donde estaba asignado, se dirigió en su auto a Posadas eludiendo a las autoridades, viajó en un avión de línea al Aeroparque de Buenos Aires, donde lo estaban esperando para llevarlo a Campo de Mayo, la principal guarnición militar del país, desde donde tradicionalmente se lanzaron los golpes de Estado. Una vez allí, comenzó a recorrer con sus hombres diversos establecimientos militares dentro de la guarnición, para pedirles que se sumaran a la rebelión, sin resultado, aunque también sin oposición para que siguieran buscando militares que quisieran sublevarse. Hasta que llegó a la Escuela de Infantería, donde fueron recibidos por el director, coronel Luis Pedrazzini, y el subdirector, quienes entregaron la Escuela a Rico y sus hombres, luego de manifestar su desacuerdo. 
La Escuela de Infantería se encontraba en el área sudoeste de Campo de Mayo, en las instalaciones que luego ocuparía el Comando de Adiestramiento y Alistamiento del Ejército, con entrada sobre la Ruta Nacional 8. Desde allí Rico inició lo que llamó «Operación Dignidad», con un total de 300 hombres armados, atrincherados y con las caras pintadas con betún. Recibe las adhesiones del Regimiento 14 de Infantería Aerotransportada de Córdoba (al mando de Polo), el 19 de Tucumán (coronel Ángel Rafael de León), el 4 de Infantería de Monte Caseros (Corrientes, coronel Héctor Álvarez Igarzábal), el 21 de Infantería de Neuquén (teniente coronel Alberto Valiente) y el 35 de Infantería de Rospenteck (Santa Cruz, teniente coronel Santiago Alonso). La conducción se completaba con los coroneles Arturo González Naya, Horacio Martínez Zuviría, el teniente coronel Venturino y los capitanes Pedro Mercado y Gustavo Breide Obeid.
El gobierno decide salir en los programas de radio de la mañana, que en esa época eran los medios de mayor audiencia, para comenzar a difundir a la población lo que estaba sucediendo. Cuando el levantamiento se generaliza se dio la orden de transmitir en cadena nacional bajo la consigna «golpe o democracia».
A las 16 horas, el juez Piotti intima a los sublevados de la Escuela de Infantería a deponer las armas en el plazo de 20 minutos acusándolo del delito de rebelión. Rico desoye la intimación. Por la tarde concurren a la Casa Rosada a manifestar su apoyo dirigentes políticos. Cafiero -presidente del PJ- y Ubaldini -secretario general de la CGT, están entre los primeros en concurrir y el primero pide un despacho para permanecer cerca de Alfonsín durante la crisis.
En esa situación, millones de personas comenzaron a salir a las calles en todas las ciudades del país para oponerse al alzamiento militar y la CGT, conducida por el sindicalismo peronista, declaró la huelga general en defensa del gobierno constitucional. Desde las primeras imágenes la población bautizó a los insurrectos como «carapintadas». Las calles se llenaron de personas que concurrían con sus familias, con sus hijos, a apoyar la democracia, más allá de toda identificación partidaria y permanecerían en las calles día y noche, hasta el fin de la crisis. En varios lugares se crearon comités de defensa de la democracia para movilizar a la población. Personalidades como Tato Bores, Nito Mestre, Alejandro Lerner, Lito Vitale, entre muchos otros, se mostraban en la calle con la multitud. Incluso Campo de Mayo fue rodeado por una multitud reclamando a viva voz la rendición de los militares sublevados. 
En Córdoba la Federación Universitaria de Córdoba (FUC) declaró la toma y ocupación simbólica de la Universidad Nacional de Córdoba. El rector Luis Rébora declaró al Consejo Superior en sesión permanente y dispuso que los servicios de radio y televisión de la Universidad dedicaran toda su programación para defender la democracia. Los estudiantes cordobeses ocuparon el rectorado y las facultades donde los consejos directivos se declararon en sesión permanente. La Universidad se constituyó en un centro de concentración y movilización para militantes sindicales, sociales, barriales, profesionales y ciudadanos sin organización. La FUC comunicó la situación a la Federación Universitaria Argentina (FUA) y en pocas horas siete universidades (Córdoba, Tecnológica, San Luis, San Juan, del Sur, La Pampa y Noreste) y casi cien facultades estaban tomadas. Los barrios de las ciudades también se organizaron, al igual que los municipios más pequeños.
También los medios de comunicación fueron objeto de pujas: mientras el gobierno recurría a los canales de televisión estatales para promover la movilización ciudadana en defensa de la democracia, los medios televisivos privados concedieron escasa atención al levantamiento hasta el sábado a la tarde, aunque algunos medios difundieron las posturas de los sublevados y les abrieron sus micrófonos. El dirigente radical Juan Manuel Casella destacó que «Los medios transmitieron prácticamente en cadena los cuatro días de Semana Santa fueron factores determinantes de movilización popular». El gobierno evaluó la posibilidad de cortar la electricidad a la guarnición sublevada, pero decidió no hacerlo para que pudieran ver por los medios de comunicación la reacción adversa y masiva de la población.
Por la tarde el gobernador Angeloz -quien negaba que hubiera un levantamiento- le pidió al arzobispo de Córdoba, Raúl Primatesta que fuera al Regimiento de Infantería e intercediera, lo que este hizo. Poco después, mientras el teniente coronel Polo hablaba con los periodistas que habían ido al regimiento a cubrir los hechos, el mayor Barreiro se fugó del cuartel. Una versión nunca desmentida sostiene que Barreiro logró salir del cuartel sin ser visto en el baúl del auto del cardenal Primatesta. La Iglesia adoptó en la ocasión una posición ambigua. Luego de cubrir la fuga de Barreiro, el teniente coronel Polo entregó el Regimiento 14 a las fuerzas leales, permitiendo que el núcleo del alzamiento se desplace hacia Campo de Mayo dejando al teniente coronel Rico en el centro de la escena. El gobierno había sido tomado por sorpresa por este doble movimiento planeado por los sublevados.
A las 8 de la noche Alfonsín habló a la Asamblea Legislativa convocada de urgencia. Afirmó enfáticamente que no haría concesiones («No he de hacer concesiones ante iniciativa o presión alguna [Aplausos generales]») y que «ningún ciudadano puede negociar con la justicia ni con ningún otro poder del Estado sobre su situación procesal». Y explicó que la acción de gobierno estaría orientada por dos criterios fundamentales: el primero la solidaridad democrática y el segundo establecer «los criterios de responsabilidad» en los casos de violaciones de derechos humanos.
En ese momento todos los partidos políticos y la CGT acordaron firmar un Acta de Compromiso Democrático, que sería firmada el domingo siguiente. Los principales partidos del país (UCR, PJ, UCeDé, PDC, PI, PC y PS) suscribieron el "Acta de Compromiso Democrático", oponiéndose a la actitud de los militares y reconociendo los grados de responsabilidad en la represión que habían sido anunciados por el Poder Ejecutivo Nacional antes del intento de golpe. Este último punto llevó a algunas fuerzas políticas (el MAS, el PCR, el PO, y las Madres de Plaza de Mayo) a distanciarse del grupo de los firmantes.

### Viernes 17 de abril
El 17 de abril fue feriado por ser Viernes Santo, razón por la cual no hubo diarios. La alta demanda de información por parte de la población se desplazó completamente hacia la radio y la televisión. En ese contexto, al mediodía, Radio Mitre entrevistó a Aldo Rico, en una entrevista complaciente en la que los periodistas elogiaron a los militares por su acción en la década de 1970. Rico habló de que no se podía condenar al Ejército por cometer «errores», pidió una «ley de pacificación» y evitó responder una pregunta sobre las torturas y desapariciones cometidas diciendo que «No entro en una discusión que entra ya en el aspecto filosófico». La entrevista generó un escándalo. Juan Carlos Pugliese, presidente de la Cámara de Diputados, se quejó diciendo que «Lo único que falta es que hagan un golpe de Estado por los medios de comunicación». El gobierno formó entonces un grupo de unos cincuenta militantes que tomaron la radio para impedir que continuara siendo utilizada para realizar propaganda a la insurrección.
Los militares rebeldes dieron a conocer entonces, por boca de Rico, el Comunicado Número 1:

COMUNICADO NRO 1.

El Comando establecido en la Escuela de Infantería con motivo del pronunciamiento en apoyo de la postura adoptada por el señor Mayor D ERNESTO BARREIRO y de los camaradas y unidades que lo defienden, comunica a la opinión pública que:

PRIMERO. Se consideran extinguidas las esperanzas de que la actual conducción de la Fuerza ponga fin a las injusticias y humillaciones que pesan sobre las Fuerzas Armadas.
SEGUNDO. El feroz e interminable ataque ha generado el grado de desconfianza, indisciplina, desprestigio y oprobio en que se encuentran las Fuerzas Armadas. Este es tal que su existencia se ve comprometida si sus hombres no levantan la frente y dicen ¡Basta!
TERCERO. Exigimos la solución política que corresponde a un hecho político como es la guerra contra la subversión.
CUARTO. La actitud es también asumida por los Regimientos de Infantería de Córdoba 14, Regimiento de Infantería 19 de Tucumán, Regimiento de Infantería 18 de Misiones, Regimiento de Infantería 4 y Escuadrón de Caballería Blindado 3 de Corrientes, del Regimiento de Infantería 21 de Neuquén y el Regimiento de Infantería 35 de Santa Cruz. [En forma oral, al leer el comunicado, Rico sumó a la lista a la Escuela de Guerra].
QUINTO. Habiendo [tomado] conocimiento que los Generales han ordenado reprimir nuestro Comando, siendo nuestra actitud de manifiesta mesura hasta el momento, correrá por estricta voluntad de ellos la escalada que se produzca y todas sus consecuencias.

Tcnl Venturino, Aldo Rico Tcnl, Arturo F González Naya Tcnl, Gustavo Martínez Zuviría Tcnl, Pedro Mercado cap, Jorge Alonso Tcnl, Gustavo Breide Obeid cap.»

En el curso del día fue haciéndose cada vez más notorio que el presidente Alfonsín no tenía mando sobre las tropas. Ni una sola de las unidades militares convocadas en la Capital Federal y zonas adyacentes respondió a su orden. Sólo el general de brigada Ernesto Alais se mostró moderadamente dispuesto a actuar y partió con lentitud con sus tanques desde su guarnición en la provincia de Corrientes, ubicada a mil kilómetros, en dirección a Buenos Aires. A pesar de ello, al llegar esas fuerzas a Zárate, en la provincia de Buenos Aires, los oficiales de rango intermedio detuvieron su marcha e hicieron conocer su decisión de no avanzar contra sus camaradas de armas. Rico ha dicho posteriormente que el levantamiento fue mucho más allá de la toma de una unidad, porque en realidad «hubo una toma de las Fuerzas Armadas, no de una unidad, de todas las unidades de las Fuerzas Armadas; todas las unidades de las Fuerzas Armadas fueron tomadas».
Mientras tanto, como todos los días de la crisis, la población se mantuvo en la calle y en las plazas, con centro en la Plaza de Mayo.
El gobierno debatió la estrategia para responder al levantamiento. Un sector del radicalismo, principalmente los jóvenes de la Coordinadora, entre ellos Freddy Storani y Leopoldo Moreau, proponía marchar con la multitud hacia Campo de Mayo y tomar el regimiento donde se encontraban los militares insurrectos, para cortar el movimiento en seco y evitar que las presiones condicionaran la democracia. Pero predominó la postura de evitar a toda costa que corriera sangre, pensando que podía desatarse una guerra civil.

### Sábado 18 de abril
El sábado hubo intentos de mediaciones de todo tipo. Políticos de todos los partidos incluido el oficialismo radical, sindicalistas, autoridades eclesiásticas, empresarios y jueces fueron a la Escuela de Infantería para hablar con Rico con intenciones no siempre claras. Muchos querían saber realmente qué querían los amotinados, otros pretendían facilitar sus reclamos. También en la Casa Rosada se vio una concurrencia incesante de personalidades.
En Plaza de Mayo se realizó otra gran concentración de personas convocadas esta vez por las Juventudes Políticas.
Por la noche, fue el ministro Jaunarena quien concurrió personalmente a Campo de Mayo y parlamentó durante dos horas con Rico. Las demandas de los sublevados fueron cinco: 1) el pase a retiro del jefe del Ejército Ríos Ereñú y su reemplazo por un oficial propuesto por los rebeldes; 2) amnistía; 3) cese de la campaña en contra de las Fuerzas Armadas por parte de los medios de comunicación; 4) aumento del presupuesto militar; y 5) que no se sancionaran a carapintadas. Jaunarena respondió que Ríos Ereñú ya había pedido el retiro el día jueves y que como ya había anunciado, el presidente enviaría al Congreso el proyecto de Ley de Obediencia Debida a la brevedad.
Al salir de la reunión parecía que el conflicto estaba en curso de solución y que Rico entregaría la Escuela de Infantería al día siguiente. Poco después, en la madrugada del día siguiente, Rico mismo iría a entrevistarse con el jefe del Ejército Ríos Erenú.

### Domingo 19 de abril

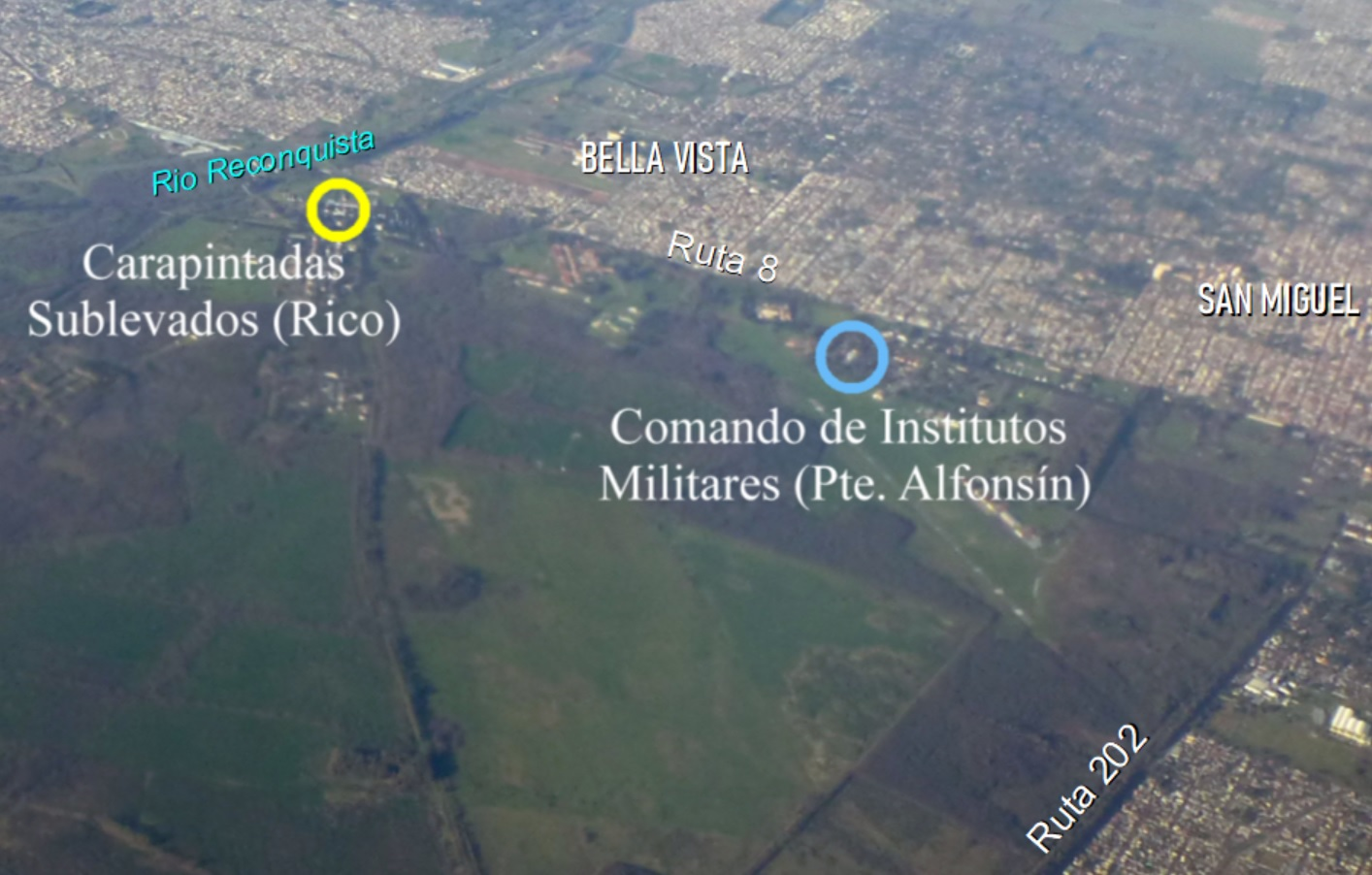
Campo de Mayo: ubicación del Comando de Institutos Militares (donde se instaló el presidente Alfonsín y se realizó la reunión con Rico) y de la Escuela de Infantería, donde se atrincheraron los carapintadas.

La tapa del diario Clarín de ese día tituló «Hallan dificultades para reprimir a los rebeldes» sobre una foto que mostraban la columna del general Alais detenida en Zárate y los soldados al lado de los vehículos, y «Los partidos y la CGT convocaron a una concentración para el mediodía».
Después de la medianoche el gobierno recibió información de la Policía Federal que varios camiones habían salido de Campo de Mayo sin poder determinar su dirección, razón por la cual el gobierno dio orden, a eso de las 3 de la mañana, a las fuerzas militares encargadas de defender la Casa Rosada y a los militantes de pertrecharse y tomar posiciones de combate.
En la madrugada, Rico fue en helicóptero al comando del Ejército, a dos cuadras de Casa Rosada, para reunirse con el jefe del Ejército general Héctor Ríos Ereñú, quien ya había ofrecido su renuncia al ministro Jaunarena. Rico concurre acompañado de Breide Obeid, e ingresan ambos armados con ametralladoras. Según Rico la única conversación entre ambos fue el señalamiento que le hizo sobre la multitud que estaba reunida en Plaza de Mayo: «Mi general acá está el enemigo», debido a una pancarta de Montoneros presente en la plaza.
Al amanecer el ministro Jaunarena volvió a ir a Campo de Mayo pero no encontró la predisposición a un acuerdo que creía iba a encontrar. Según su versión Rico lo atendió con seis oficiales armados, acusándolo de haberlo engañado, sosteniendo que el dirigente radical Melchor Posse le había dicho que el gobierno aceptaría una amnistía. Lo cierto es que Rico exigía la presencia del presidente Alfonsín. La opción de marchar hacia Campo de Mayo con una columna civil para recuperar la Escuela tomó cuerpo, pero una intervención de Dante Caputo, ministro de Relaciones Exteriores, convenció a Alfonsín de no hacerlo. En ese momento Alfonsín decide entonces ir a Campo de Mayo a entrevistarse personalmente con Rico.
Como venía sucediendo desde el jueves, la población ocupaba en las calles mientras que en Campo de Mayo, en la puerta de la guarnición había 5000 personas tratando de entrar. Poco después del mediodía Alfonsín salió al balcón de la Casa Rosada acompañado de su vicepresidente Enrique Martínez y tres peronistas: Antonio Cafiero, máximo dirigente de la renovación peronista, el senador Vicente Saadi, presidente del PJ, y José Luis Manzano, presidente del bloque peronista de la Cámara de Diputados. El presidente le pidió a la multitud que lo esperen en la plaza «y, si Dios quiere, dentro de un rato vendré con la noticia de que cada uno de nosotros podemos volver a nuestros hogares». 
Instantes después salió en helicóptero hacia Campo de Mayo a parlamentar con Rico. Concurrió solamente acompañado por sus tres edecanes (coronel Julio Hang, almirante Joaquín Stella y brigadier Héctor Panzardi) y Víctor Bugge, fotógrafo oficial de la Casa Rosada, a quien no se le permitió tomar ninguna foto. El jefe de la Fuerza Aérea, Ernesto Crespo, piloteó el helicóptero.
El helicóptero aterrizó en el Batallón de Aviación del Ejército y de allí el presidente y sus acompañantes fueron trasladados en auto al Comando de Institutos Militares, (donde luego se instalaría la Dirección General de Educación), a 2,5 km al noroeste de la Escuela de Infantería donde estaba Rico y el resto de los militares rebeldes.
Simultáneamente varios líderes de la Junta Coordinadora Nacional (Leopoldo Moreau, Jesús Rodríguez, Marcelo Stubrin) se trasladaron en auto a la entrada de la Escuela de Infantería, para buscar contener a los miles de personas que se encontraban allí y pretendían pasar sobre el alambrado para entrar y enfrentar a los militares sublevados.
Mientras tanto el coronel Hang, según su propio relato, debió salir a buscar a Rico para llevarlo al lugar de la reunión. Luego de un primer intento frustrado de llegar por tierra a la Escuela de Infantería, Hang recurrió al helicóptero para llegar por la parte trasera. Luego de unos instantes de zozobra cuando los soldados rebeldes lo vieron llegar por aire, fue inicialmente detenido y llevado ante la presencia de Rico. Rico aceptó subir al helicóptero con tres de sus hombres: Venturino, Breide Obeid y Martínez Zubiría. Al llegar, dejaron sus armas y entraron Rico y Venturino. Junto a Alfonsín estuvieron los edecanes Hang y Panzardi.
Sobre lo que sucedió en la reunión hay relatos de Alfonsín en su libro Memoria política de 2004, así como testimonios de Rico, Hang y Panzardi. Más allá de las diferencias en los relatos, Rico trató a Alfonsín reconociendo su jerarquía como comandante en jefe, explicaron cada uno su postura frente a los delitos de lesa humanidad cometidos durante la dictadura (Alfonsín explicó su política de derechos humanos y defendió el proyecto de Ley de Obediencia Debida que eximía de responsabilidad a los militares debajo del grado de coronel y Rico solicitó «solución política» mediante una ley de amnistía amplia e invocó a favor de su postura el desempeño patriótico en la Guerra de Malvinas), trataron el tema de la persona que debía asumir como jefe del Ejército y acordaron no encuadrar el levantamiento en el delito penal de «rebelión» -que implicaba un intento de golpe de Estado contra el presidente-, sino bajo la figura de «motín», que no era un delito sino solo una infracción disciplinaria, ya que la desobediencia no iba más allá del Ejército. Al terminar la reunión, Alfonsín fue abordado por Breide Obeid, quien buscó comprensión para el punto de vista de los mandos medios sublevados transmitiéndole al presidente que el movimiento nunca había tenido como objetivo dar un golpe de Estado. Según Breide Obeid fue en ese momento cuando Rico dijo: «Depongo la actitud», dando por finalizado el levantamiento.
Alfonsín retornó entonces a la Casa Rosada y volvió a salir al balcón, acompañado de Antonio Cafiero y los otros líderes peronistas y anunció que los amotinados habían depuesto su actitud, con un breve discurso a la multitud reunida en la Plaza de Mayo que inició deseando «¡Felices Pascuas!» para caracterizar a los carapintadas como «amotinados» y «héroes de Malvinas» y anunciar que habían depuesto su actitud, que fueron detenidos y que serían enjuiciados.

Compatriotas, Felices Pascuas. Los hombres amotinados han depuesto su actitud. Como corresponde, serán detenidos y sometidos a la Justicia. Se trata de un conjunto de hombres, algunos de ellos héroes de la Guerra de las Malvinas, que tomaron esta posición equivocada y que han reiterado que su intención no era la de provocar un golpe de Estado, pero de todas formas han llevado al país a esta conmoción, a esta tensión y han provocado estas circunstancias que todos hemos vivido, de la que ha sido protagonista fundamental el pueblo argentino en su conjunto. Para evitar derramamientos de sangre di instrucciones a los mandos del Ejército para que no se procediera a la represión y hoy podemos todos dar gracias a Dios: la casa está en orden y no hay sangre en la Argentina. Le pido al pueblo que ha ingresado a Campo de Mayo que se retire, que es necesario que así se lo haga. Y le pido a todos ustedes, vuelvan a sus casas a besar a sus hijos, a celebrar las Pascuas en paz en la Argentina.
Raúl Alfonsín

Algunos iban a considerarlo como un acto de claudicación y otros, en cambio, lo elogiaron por haber sabido evitar un enfrentamiento en el que hubiesen podido producirse muertes. De un modo o de otro, hay un amplio consenso en considerar que Alfonsín salió debilitado de la crisis y con su imagen deteriorada.

## Posterioridad
Los militares sublevados no fueron detenidos ni sometidos a juicio. Quince días después el presidente Alfonsín envió al Congreso un proyecto que fue aprobado de inmediato como Ley de Obediencia Debida. La Ley cerró todas las causas abiertas por crímenes de lesa humanidad cometidos durante la dictadura con excepción de los robos de bebés. El Congreso derogó la Ley en 1998 y la declaró nula en 2003. La Corte Suprema también la declaró nula en 2005 y 2006. Los juicios fueron reabiertos. Hacia 2022, un tercio de los 3600 represores habían sido condenados, mientras otro tercio esperaba la sentencia y un tercio había muerto sin llegar a la sentencia.
En octubre de ese año se realizaron elecciones legislativas y provinciales, que significaron fuertes reveses para la Unión Cívica Radical, que perdió la primera a manos del peronismo por 41% a 37% y sobre todo fue derrotada en la crucial Provincia de Buenos Aires, donde fue elegido gobernador el peronista Antonio Cafiero.
La Ley de Obediencia Debida no frenó las sublevaciones militares. Alfonsín debió enfrentar otras dos sublevaciones carapintadas en 1988 y su sucesor, Carlos Menem, debió enfrentar una en 1990. Menem indultó a los pocos militares no alcanzados por la Ley de Obediencia Debida, incluyendo los cinco miembros de las juntas condenados en 1995 y reprimió duramente el levantamiento de 1990, sin aplicar al mismo el indulto.
El mayor Ernesto Barreiro quedó en libertad por la Ley de Obediencia Debida, se jubiló como militar y se radicó en Estados Unidos. En 2004 fue extraditado y condenado a cadena perpetua en la Causa La Perla, como autor de cientos de desapariciones, asesinatos, secuestros y torturas.